# 富士山静岡交響楽団
公益財団法人富士山静岡交響楽団（ふじさんしずおかこうきょうがくだん、英: Mt. Fuji Philharmonic Orchestra）は、静岡県静岡市を本拠地とするオーケストラである。2008年日本オーケストラ連盟に準会員として加盟、2024年から正会員。

## 概要
1988年（昭和63年）に設立された「カペレ・シズオカ」を前身とし、1994年（平成6年）に静岡県初のプロ・オーケストラとして、静岡交響楽団が発足。愛称は「静響（しずきょう）」。
2007年（平成19年）に組織をNPO化。静岡市清水文化会館マリナートホールをフランチャイズとして年10回程度の定期演奏会をはじめ、行政の公式行事、企業協賛のコンサート、未就学児や青少年のための音楽鑑賞会、病院・老人福祉施設の訪問、静岡市のまちかどコンサートなど、静岡県内を中心に年間大小合わせて約150回の演奏活動を展開している。
2021年に浜松フィルハーモニー管弦楽団と合併し、富士山静岡交響楽団に改称。一般財団法人富士山静岡交響楽団として本格的に活動を開始。2022年4月より公益財団法人の認可を受け、財政基盤の強化と更なる演奏力の向上に向けて大きく前進を続けている。 
楽団員は、当初は県内出身者を中心とした演奏家で構成されていたが、その後は全国より厳しいオーディションを経たメンバーで構成されている。
長年の演奏活動を通して地域文化・芸術の普及振興と青少年の文化活動活性化等の事業が認められ、2013年5月静岡県文化奨励賞受賞。
1994年発足時より堤俊作が音楽監督を務めた。2015年9月から2018年3月まで篠崎靖男が常任指揮者。2018年4月から高関健がミュージック・アドヴァイザー（2021年4月から首席指揮者）。